# Nupseranodes constantini
Nupseranodes constantini är en skalbaggsart som beskrevs av Karl Adlbauer 2006. Nupseranodes constantini ingår i släktet Nupseranodes och familjen långhorningar. Inga underarter finns listade i Catalogue of Life.